# Francisco Moreno Barrón
Francisco Moreno Barrón (Salamanca, 3 de outubro de 1954) é prelado mexicano da Igreja Católica Romana. É arcebispo metropolita de Arquidiocese de Tijuana desde 2016. Desde 2008 até então, era ordinário da Diocese de Tlaxcala e, anteriormente, bispo-auxiliar da Arquidiocese de Morelia, para o que fora nomeado em 2002.

## Biografia
Francisco Moreno Barrón recebeu o sacramento da Ordem para a Arquidiocese de Morelia em 25 de fevereiro de 1979. Depois de cinco anos como pároco, tornou-se secretário executivo da comissão de Pastoral Juvenil.
Em 2 de fevereiro de 2002, o Papa João Paulo II o nomeou bispo titular de Gaguari e auxiliar de Morelia. O arcebispo Dom Alberto Suárez Inda o consagrou em 20 de março do mesmo ano. Foram co-consagrantes o núncio apostólico no México, Dom Giuseppe Bertello, e o bispo de Zamora, Dom Carlos Suárez Cázares. 
De 2003 a 2009, Moreno foi presidente da Comissão Episcopal para Famílias, Jovens e Leigos da Conferência Episcopal Mexicana. 
Em 28 de março de 2008, o Papa Bento XVI o nomeou bispo de Tlaxcala. A posse ocorreu em 28 de maio do mesmo ano.
O Papa Francisco o promoveu arcebispo de Tijuana em 16 de junho de 2016. A posse ocorreu em 11 de agosto do mesmo ano.